# Ебечеков, Алексей Сергеевич
Алексей Сергеевич Ебечеков (род. 1 сентября 1991, Горно-Алтайская ССР) — российский самбист, чемпион (2013) и бронзовый призёр (2021) чемпионатов России по боевому самбо, бронзовый призёр чемпионата мира 2013 года, мастер спорта России международного класса. Выступал в полулёгкой весовой категории (до 57 кг).

## Спортивные достижения
- Чемпионат России по боевому самбо 2013 года — ;
- Чемпионат России по самбо 2021 года — ;